# Фехельде
Фехельде (нім. Vechelde) — сільська громада в Німеччині, розташована в землі Нижня Саксонія. Входить до складу району Пайне.
Площа — 75,89 км2. Населення становить 18 158 ос. (станом на 31 грудня 2021).